# Friedhof Bümpliz

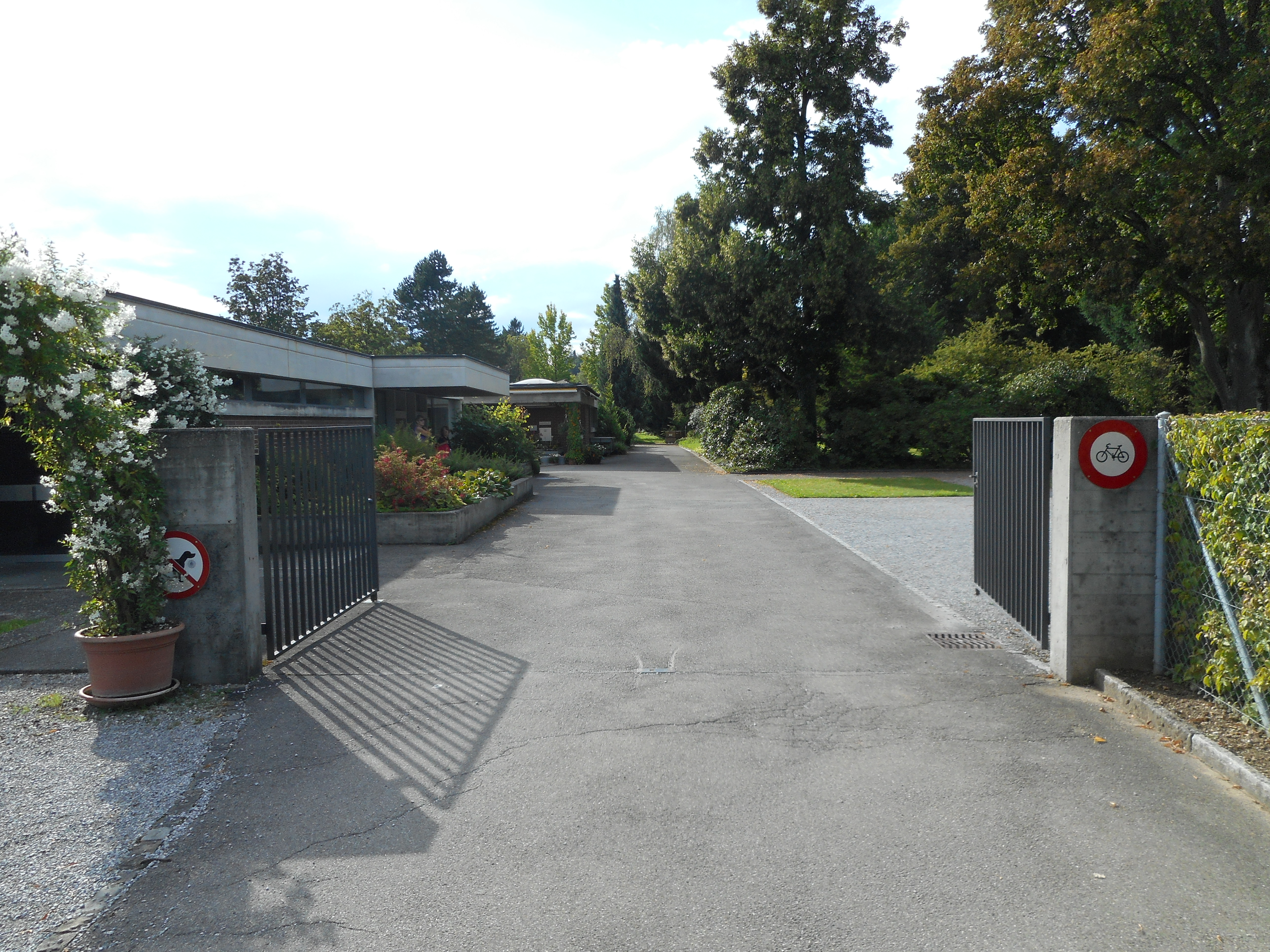
Haupteingang des Friedhofs Bümpliz

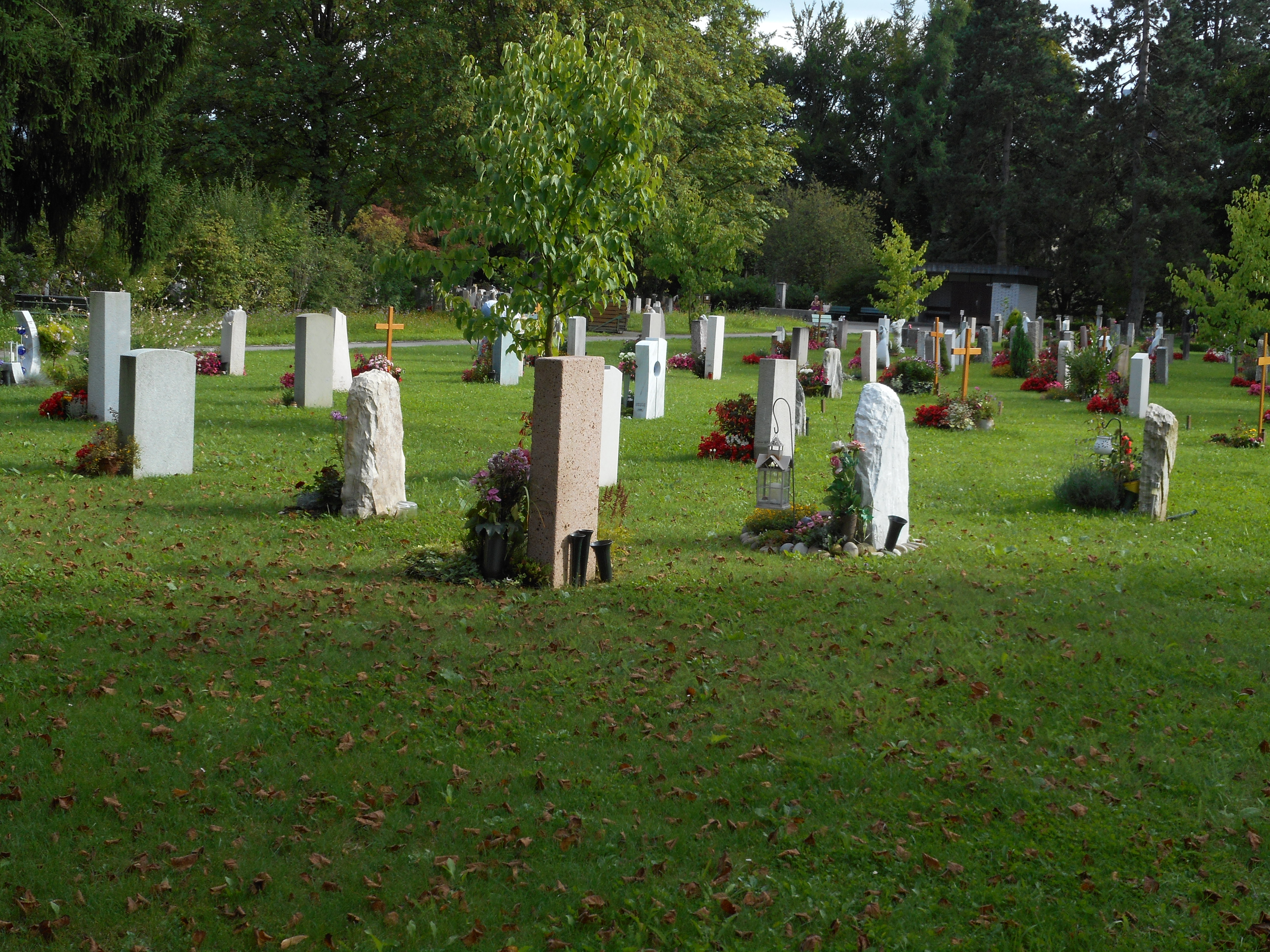
Gräber im Friedhof Bümpliz

Der Friedhof Bümpliz ist ein Friedhof an der Bottigenstrasse 40 in der Berner Vorstadt Bümpliz.
Der über hundert Jahre alte Kernbereich wurde von 1987 bis 1994 durch eine von den Berner Architekten Ueli Schweizer und Walter Hunziker und dem Berner Landschaftsarchitekten Franz Vogel in Zusammenarbeit mit dem Bildhauer Schang Hutter gestaltete Erweiterung aus drei Urnenwänden, einem Wasserlauf und Gräberfeldern ergänzt.
Seit 2003 besitzt der Friedhof Bümpliz als letzter der Friedhöfe in der Stadt Bern eine eigene Abdankungshalle.